# Regesta Imperii
Die Regesta Imperii, häufig abgekürzt RI, sind ein Grundlagenwerk zur deutschen und europäischen Geschichte in Form eines Regestenwerks.
Sie sind ein chronologisch geordnetes Inventar aller urkundlichen und historiographischen Quellen der römisch-deutschen Könige von den Karolingern bis zu Maximilian I. sowie der Päpste des frühen und hohen Mittelalters. Dabei werden die Quellen als Regesten gesammelt und geordnet, die eine exakte Wiedergabe von Form und Inhalt der Urkunden und der historiographischen Nachrichten in einer verkürzten Fassung darstellen. Die Regesten sind also keine eigenständige wissenschaftlich-kritische Edition der Quellen, sondern ein Hilfsmittel, um auf solche zugreifen zu können.

## Geschichte
Das Projekt wurde begründet durch den Frankfurter Stadtbibliothekar Johann Friedrich Böhmer, der im Jahre 1829 damit begann, Urkunden der deutschen Kaiser und Könige zu sammeln und zu dokumentieren. Aus dieser ursprünglich als Vorarbeit zu den Urkundeneditionen im Rahmen der Monumenta Germaniae Historica gedachten Sammlung entwickelten sich die Regesta Imperii als selbständiges Werk. Während bei den Urkundeneditionen die Form des Kurzregestes verwendet wird, wurde für die Regesta Imperii die Form des Vollregestes entwickelt.
Die älteren Bände weisen nur die Urkunden der deutschen Könige und Kaiser nach. Die jüngeren dokumentieren auch chronikalische Quellenbelege und Urkunden anderer Aussteller, die die Geschichte des Reiches betreffen. Bei Ludwig dem Bayern, Friedrich III. und Wenzel wird wegen der Fülle des Materials erneut auf die Berücksichtigung historiographischer Quellen verzichtet. Die Regesten dieser Herrscher werden nach Archiven und Bibliotheken geordnet veröffentlicht. Bei Maximilian I. soll nur eine Auswahl von etwa einem Fünftel des gesamten Materials verarbeitet werden.

## RI-Online
Die Regesten werden zusätzlich durch das Unterprojekt RI-Online, der Akademie der Wissenschaften und der Literatur in Mainz (AdW-Mainz), digitalisiert und auf der Website des Projektes frei zugänglich gemacht. Dort sind aktuell etwa 200.000 Regesten (April 2023) kostenlos einsehbar. Ebenso ist der Zugriff auf die Druckausgabe im Portable Document Format möglich.
Die Neubearbeitung der Regesta Imperii ist eine Aufgabe der AdW-Mainz und der Arbeitsgruppe Regesta Imperii im Institut für Mittelalterforschung der Österreichischen Akademie der Wissenschaften in Wien.
Zum Projekt gehört ebenso die Literaturdatenbank RI-Opac mit derzeit (September 2022) über 2,6 Millionen Titelnachweisen vor allem zur mittelalterlichen Geschichte des gesamten europäischen Raumes.

## Arbeitsweise
Einen Einblick in die Arbeitsweise und die aktuellen Projekte der Regesta Imperii gibt die Projektkommission Regesta Imperii in ihren Berichten. Die Berichte informieren über aktuellen Arbeiten und Entwicklungen und umfassen nicht nur die Mainzer Teilprojekte, sondern auch die der Partnerprojekte an der Berlin-Brandenburgische Akademie der Wissenschaften und der Österreichischen Akademie der Wissenschaften sowie an der Masaryk-Universität in Brünn.